# Турквел
Ту́рквел, Те́ркуэлл или Туркуэлл (в верхнем течении — Суам; англ. Turkwell) — сезонная река в Кении, берущая начало со склонов горы Элгон на территории Уганды. Впадает в озеро Туркана.

## География
Исток Турквел начинается у горы Элгон у границы Кении и Уганды. Река называется рекой Суам от её истока до границы с районом Западный Покот в Кении. Название происходит от названия для реки на языке народа туркана, Tir-kol, что означает «река, которая противостоит пустыне». Турквел начинается с пышных зелёных склонов горы Элгон и холмов Черангани, пересекает южные равнины Турканы, затем пересекает пустыню Лотуререй около города Лодвара и впадает в самое большое в мире пустынное озеро, озеро Туркана. Река течёт сезонно и в сезон дождей подвержена внезапным наводнениям. Впадает в озеро Туркана в общей дельте с рекой Локичар к северу от дельты, образованной рекой Керио. В сумме Керио и Турквел составляют 98 % речной воды, впадающей в озеро Туркана на кенийской территории (что составляет, однако, лишь 2 % от общего водостока в озеро). В низовьях обе эти реки являются сезонными.
В 1986—1991 годах кенийским правительством с помощью Франции на реке была построена плотина Турквел. Плотина частично заполнила ущелье Турквел и создала водохранилище ущелья Турквел.

## Галерея
- Турквел близ Лодвара
- Вид на реку Турквел, впадающую в озеро Туркана